# Marco Coleman
Marco Darnell Coleman (* 18. Dezember 1969 in Dayton, Ohio) ist ein ehemaliger US-amerikanischer American-Football-Spieler auf der Position des Defensive Ends. In seiner Karriere spielte er unter anderem für die Miami Dolphins und die San Diego Chargers in der National Football League (NFL). Aktuell ist er Defensive End/Outside Linebacker-Coach im Collegefootball bei Georgia Tech.

## Frühe Jahre
Coleman ging in seiner Geburtsstadt Dayton, Ohio, auf die Highschool. Später besuchte er das Georgia Institute of Technology.

## NFL

### Miami Dolphins
Coleman wurde im NFL Draft 1992 von den Miami Dolphins in der ersten Runde an zwölfter Stelle ausgewählt. In seinem ersten NFL-Jahr avancierte er direkt zum Stammspieler in seinem Team. Er erzielte unter anderem sechs Sacks in seinem ersten Jahr. Coleman spielte vier Saisons für die Dolphins.

### San Diego Chargers
Am 8. März 1996 unterzeichnete er einen Vertrag bei den San Diego Chargers. Auch hier war er Stammspieler. in der Saison 1997 erzielte er seine einzige Interception seiner Karriere.

### Washington Redskins
Anfang Juni 1999 unterschrieb Coleman einen Vertrag bei den Washington Redskins. In der Saison 2000 erzielte er seinen Karrierebestwert mit zwölf Sacks. Hier wurde er auch zum ersten und einzigen Mal in den Pro Bowl gewählt.

### Jacksonville Jaguars
Zur Saison 2002 nahmen ihn die Jacksonville Jaguars unter Vertrag. er spielte hier alles 16 Spiele als Starter. Nach der Saison wurde er jedoch entlassen.

### Philadelphia Eagles
2003 spielte Coleman eine Saison bei den Philadelphia Eagles.

### Denver Broncos
Am 11. März 2004 unterschrieb Coleman ein Arbeitspapier bei den Denver Broncos. Hier blieb er für zwei Jahre. Nach der Saison 2005 gab er nach 14 Saisons seinen Rücktritt als NFL-Spieler bekannt.

## Als Coach

### Oakland Raiders
Am 5. April 2018 wurde er assistierender defensive Coach bei den Oakland Raiders unter Head Coach Jon Gruden.

### Georgia Tech
Aktuell ist Coleman Defensive End/Outside Linebacker-Coach bei dem Georgia Institute of Technology.